# Muncef Ouardi
Muncef Ouardi (* 17. April 1986 in Montreal) ist ein ehemaliger kanadischer Eisschnellläufer.

## Werdegang
Ouardi nahm im Dezember 2007 in Heerenveen erstmals am Eisschnelllauf-Weltcup teil, wobei er in der B-Gruppe die Plätze 11 und acht über 500 m errang und wurde im Februar 2008 nordamerikanischer Meister über 500 m. In der Saison 2008/09 erreichte er mit seinen einzigen drei Top-Zehn-Platzierungen im Weltcup den zehnten Platz in der Weltcupwertung über 100 m und lief bei den Einzelstreckenweltmeisterschaften 2009 in Richmond auf den 14. Platz über 500 m. Auch bei den Einzelstreckenweltmeisterschaften 2011 in Inzell errang er den 14. Platz über 500 m. In der Saison 2011/12 belegte er bei den Einzelstreckenweltmeisterschaften 2012 in Heerenveen den 17. Platz über 1000 m sowie den 15. Rang über 500 m und bei der Sprintweltmeisterschaft 2012 in Calgary den zehnten Platz. Zudem absolvierte er im März 2012 in Heerenveen seinen letzten Weltcup, welchen er in der B-Gruppe auf dem dritten Platz über 1000 m beendete. Bei den Olympischen Winterspielen 2014 in Sotschi kam er auf den 32. Platz über 1000 m und auf den 25. Rang über 500 m.

## Erfolge

### Olympische Spiele
- 2014 Sotschi: 25. Platz 500 m, 32. Platz 1000 m

### Einzelstrecken-Weltmeisterschaften
- 2009 Richmond: 14. Platz 500 m
- 2011 Inzell: 14. Platz 500 m
- 2012 Heerenveen: 15. Platz 500 m, 17. Platz 1000 m

### Sprint-Weltmeisterschaften
- 2012 Calgary: 10. Platz Sprint-Mehrkampf

## Persönliche Bestzeiten
| Disziplin | Zeit        | Datum              | Ort            |
| --------- | ----------- | ------------------ | -------------- |
| 500 m     | 34,54 s     | 28. Januar 2012    | Calgary        |
| 1000 m    | 1:08,56 min | 28. Januar 2012    | Calgary        |
| 1500 m    | 1:49,18 min | 13. Februar 2010   | Salt Lake City |
| 3000 m    | 4:04,01 min | 15. September 2012 | Calgary        |
| 5000 m    | 7:12,23 min | 25. November 2004  | Calgary        |